# Les Échelles
Les Échelles sont une commune française située dans le département de la Savoie, en région Auvergne-Rhône-Alpes.
La commune, qui partage avec sa voisine, la commune d'Entre-deux-Guiers, la confluence du Guiers vif et du Guiers mort, se situe à mi-chemin des agglomérations de Grenoble et Chambéry. Celle-ci fut jusqu'en 1860, année de rattachement de la Savoie à la France, une ville frontière marquant la limite entre la France et le royaume de Sardaigne, le pont sur le Guiers vif marquant la frontière entre les deux pays. La cité abritait, l'octroi et la maison de transit (bureau de douanes), côté sarde.
Autrefois traversée par la route nationale 6, positionnée au cœur d'une région touristique prisée, entre le site de grottes des Échelles et les gorges de Chailles, la commune est adhérente à la communauté de communes Cœur de Chartreuse, ainsi qu'au parc naturel régional de Chartreuse.

## Géographie

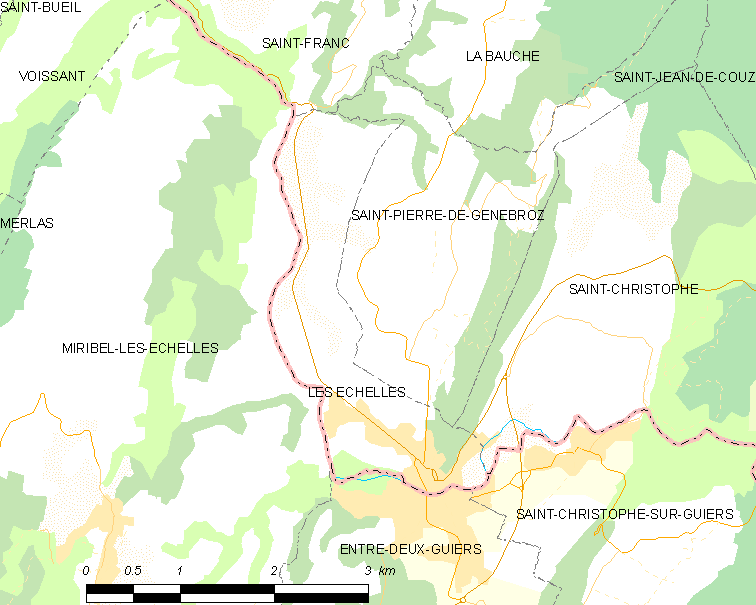
Plan du territoire des Échelles.

### Situation et description
Les Échelles sont un bourg étroit de l'Avant-Pays savoyard, situé sur la rive droite du Guiers Vif, en face d'Entre-deux-Guiers, le long de l'ancienne route nationale 6 devenue la D 1006 menant de Chambéry à Lyon en passant par Le Pont-de-Beauvoisin, entre Saint-Christophe la Grotte, Saint-Pierre-de-Genebroz et Saint-Franc.
La commune des Échelles fut une commune adhérente de l'ancienne communauté de communes Chartreuse Guiers. Depuis le 1er janvier 2014, elle a rejoint la communauté de communes Cœur de Chartreuse qui comprend seize autres communes du département de l'Isère et de la Savoie et dont le siège est situé dans la commune voisine d'Entre-deux-Guiers.
Le bourg central se positionne au sud de la colline du Menuet, dans la plaine du Guiers. La commune s'étend le long du Guiers Vif, de Saint-Christophe-sur-Guiers à Miribel-les-Échelles, couverte de pâturages et de champs. Les Échelles sont une commune adhérente du parc naturel régional de Chartreuse.
Le centre du bourg des Échelles est situé à 41 km de Grenoble, préfecture de l'Isère, 91 km de Lyon, préfecture de la région Auvergne-Rhône-Alpes ainsi qu'à environ 474 km de Nice (par la route et l'autoroute) et 561 km de Paris.

### Géologie et relief
Le territoire communal se situe en grande partie dans la plaine alluvionnaire du Guiers. Il s'établit précisément à l'extrémité sud d'une échine rocheuse qui s'abaisse régulièrement depuis le territoire de la commune voisine de Saint-Pierre-de-Genebroz et correspond à l’extrémité méridionale de l'anticlinal du mont du Chat et donc à la chaîne jurassienne de l'Épine. Ce pli jurassien se prolonge au-delà du Guiers et du territoire échellois pour rejoindre l'anticlinal du mont Tournier et former le plateau du Grand-Ratz qui est la terminaison sud du massif jurassien.
À l'ouest du territoire communal, le Guiers partage de façon oblique le synclinal de Novalaise pour atteindre le prolongement septentrional du chaînon anticlinal du Ratz. La rivière s'y engage alors orthogonalement par une cluse typique située au nord des Échelles et dénommé « gorges de Chailles ».

### Hydrographie
Le territoire communal est bordé par deux rivières et un ruisseau :
- le Guiers vif, marque la séparation du territoire des Échelles avec celui de la commune d'Entre-deux-Guiers et du département de l'Isère. Ce cours d'eau est un affluent droit du Guiers mort, formant ainsi le Guiers ;
- le Guiers, d'une longueur de 50 km, est un sous-affluent du Rhône[3] ;
- le ruisseau de l'Argenette.

Le territoire communal comprend également un plan d'eau :
- le lac du Sauget, plan d'eau d'une superficie d'un hectare, est situé à proximité de la confluence des deux Guiers[4].

### Climat
Pour des articles plus généraux, voir Climat d'Auvergne-Rhône-Alpes et Climat de la Savoie.
En 2010, le climat de la commune est de type climat des marges montargnardes, selon une étude du Centre national de la recherche scientifique s'appuyant sur une série de données couvrant la période 1971-2000. En 2020, Météo-France publie une typologie des climats de la France métropolitaine dans laquelle la commune est exposée à un climat de montagne ou de marges de montagne et est dans la région climatique Alpes du nord, caractérisée par une pluviométrie annuelle de 1 200 à 1 500 mm, irrégulièrement répartie en été.
Pour la période 1971-2000, la température annuelle moyenne est de 11 °C, avec une amplitude thermique annuelle de 18,6 °C. Le cumul annuel moyen de précipitations est de 1 249 mm, avec 9,7 jours de précipitations en janvier et 7,8 jours en juillet. Pour la période 1991-2020, la température moyenne annuelle observée sur la station météorologique de Météo-France la plus proche, « St Aupre_sapc », sur la commune de Saint-Aupre à 8 km à vol d'oiseau, est de 11,0 °C et le cumul annuel moyen de précipitations est de 1 376,9 mm,. Pour l'avenir, les paramètres climatiques de la commune estimés pour 2050 selon différents scénarios d'émission de gaz à effet de serre sont consultables sur un site dédié publié par Météo-France en novembre 2022.

#### Températures des minimales et maximales enregistrées sur trois ans

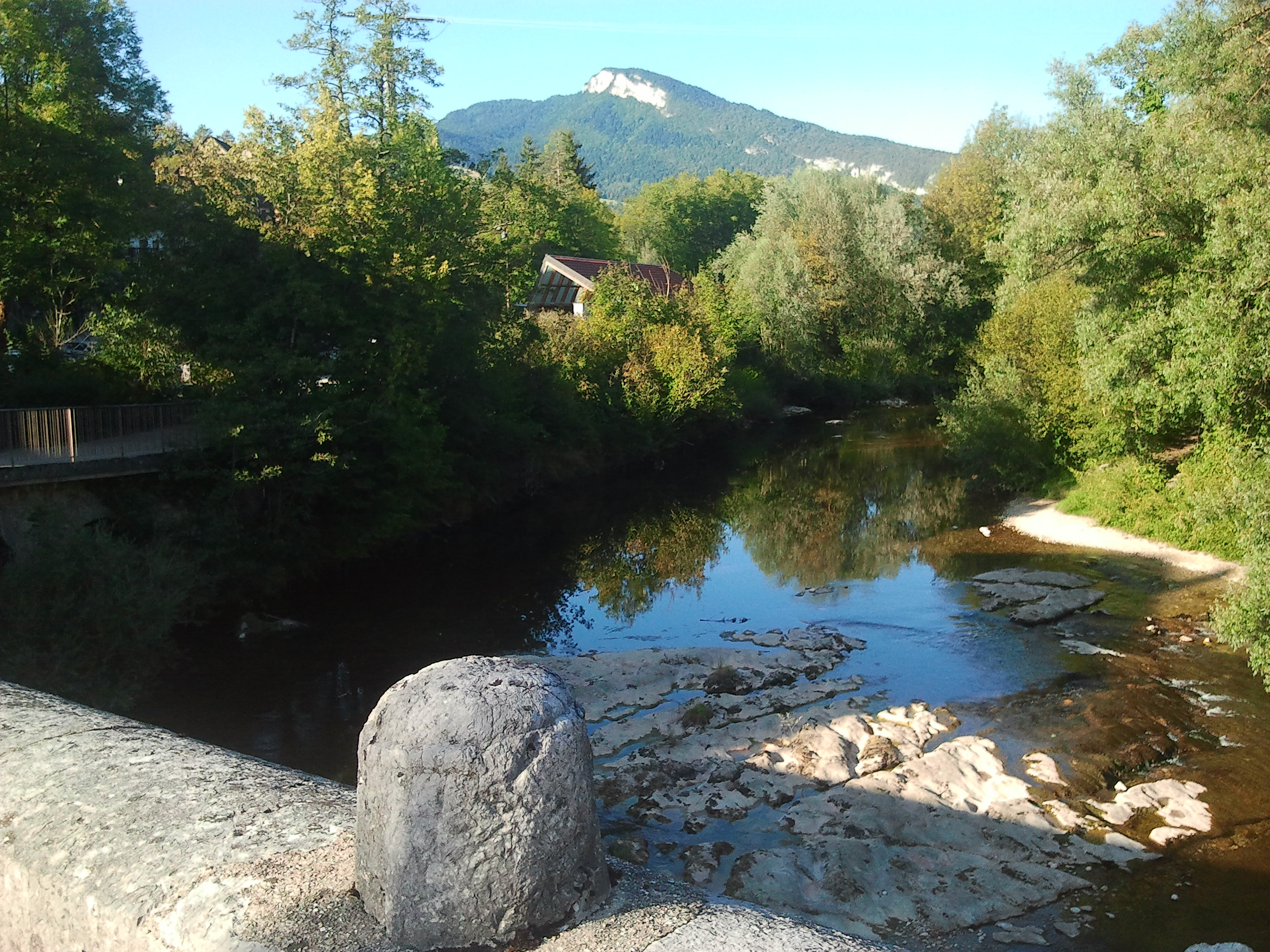
Le Guiers depuis le pont des Échelles.

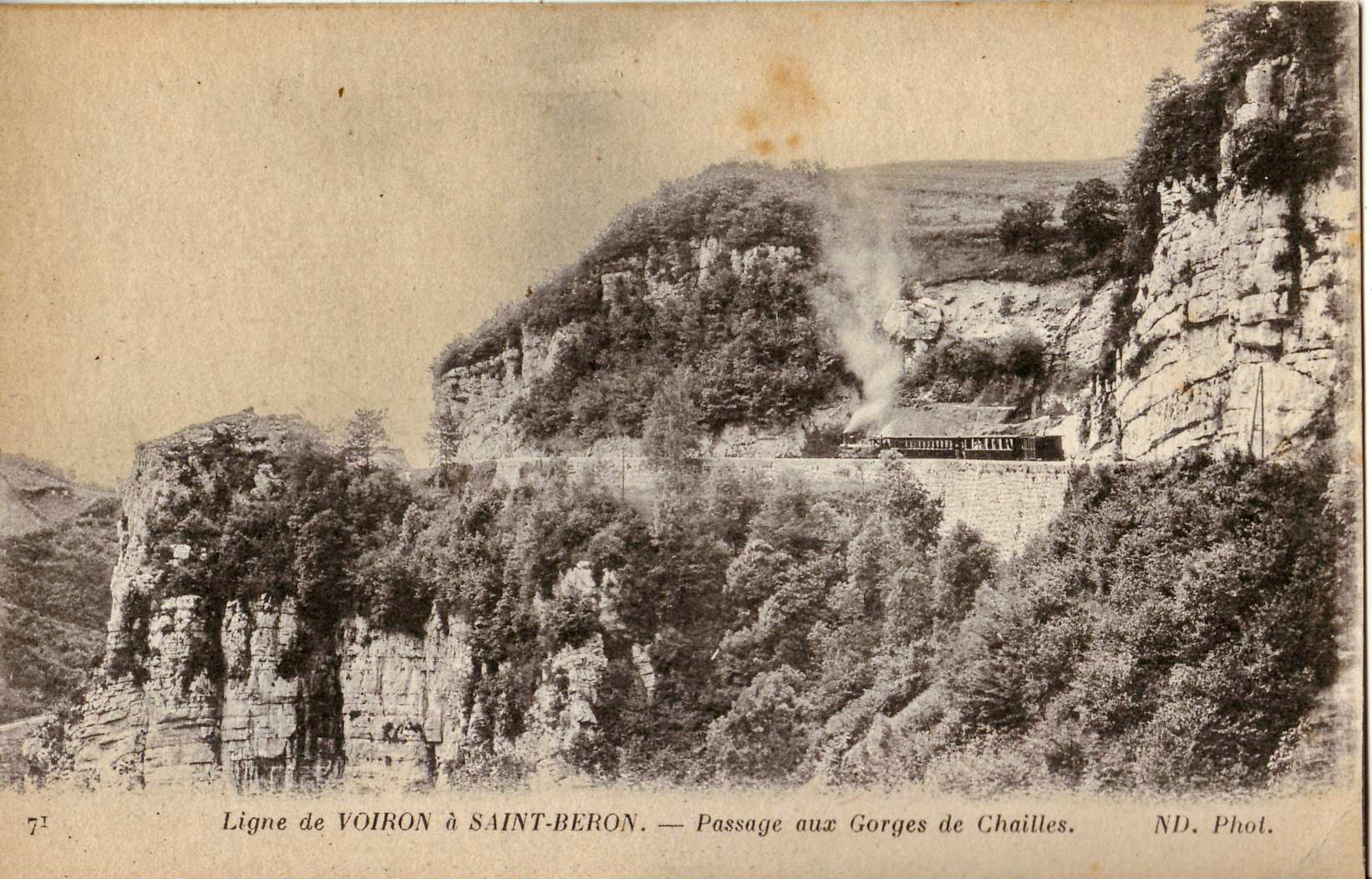
Les gorges de Chailles en 1912.

- 2012

| Mois                              | jan. | fév. | mars | avril | mai  | juin | jui. | août | sep. | oct. | nov. | déc. |
| --------------------------------- | ---- | ---- | ---- | ----- | ---- | ---- | ---- | ---- | ---- | ---- | ---- | ---- |
| Température minimale moyenne (°C) | 0,2  | −5   | 2,1  | 7,1   | 9,9  | 13,8 | 14,7 | 14,8 | 11,8 | 8,3  | 4,2  | 0,5  |
| Température maximale moyenne (°C) | 7,1  | 3,5  | 17,1 | 16,6  | 22,2 | 25,7 | 26,7 | 29   | 22,2 | 17,4 | 11,5 | 7,4  |

- 2014

| Mois                              | jan. | fév. | mars | avril | mai  | juin | jui. | août | sep. | oct. | nov. | déc. |
| --------------------------------- | ---- | ---- | ---- | ----- | ---- | ---- | ---- | ---- | ---- | ---- | ---- | ---- |
| Température minimale moyenne (°C) | 0,9  | 2,1  | 2,6  | 7,1   | 8,9  | 13,1 | 14,8 | 13,6 | 12,4 | 9,3  | 5,3  | 1,5  |
| Température maximale moyenne (°C) | 8,5  | 10,4 | 15,1 | 18,7  | 20,2 | 27,1 | 24,5 | 24,5 | 23,6 | 20,3 | 13,4 | 7,5  |

- 2016

| Mois                              | jan. | fév. | mars | avril | mai  | juin | jui. | août | sep. | oct. | nov. | déc. |
| --------------------------------- | ---- | ---- | ---- | ----- | ---- | ---- | ---- | ---- | ---- | ---- | ---- | ---- |
| Température minimale moyenne (°C) | 2,1  | 3,1  | 2    | 5,4   | 9,2  | 14   | 15   | 14   | 13,2 | 6,7  | 3,8  | −3,6 |
| Température maximale moyenne (°C) | 9,2  | 10   | 12,4 | 16    | 19,9 | 24,6 | 28,8 | 28,4 | 26,1 | 16,1 | 11,2 | 6,9  |

### Voies de communication
- La route départementale 1006

l'ancienne route nationale 6, ancienne grande route nationale française, reliant Paris à l'Italie (à la descente du col du Mont-Cenis) via Lyon et la Savoie, et qui traverse la commune sur un axe nord-ouest / est, a été déclassée en route départementale sous l'appellation de RD1006. Son nom durant le Premier Empire était « Route de Paris à Milan »
- La route départementale 921

la route départementale 921 (RD921) relie la commune d'Entre-deux-Guiers (pont de déviation de l'agglomération sur le Guiers vif) à la commune de Novalaise (le lac).

### Transports publics

#### Transport routier
Une ligne du Réseau interurbain de l'Isère dessert la commune :
| Lignes        | Dessertes                                                       | Transporteurs      |
| ------------- | --------------------------------------------------------------- | ------------------ |
| Ligne n° 7010 | Chambéry ↔ Les Échelles ↔ Saint-Laurent-du-Pont ↔ Voiron (Gare) | Cars Faure Vercors |

#### Transport ferroviaire
La gare ferroviaire la plus proche des Échelles est la gare de Saint-Béron - La Bridoire, située à moins de dix kilomètres. Cette gare n'est desservie qu'une fois par jour par le train et le reste du temps par des bus TER Auvergne-Rhône-Alpes entre les gares de Saint-André-le-Gaz et Chambéry - Challes-les-Eaux.

## Urbanisme

### Typologie
Au 1er janvier 2024, Les Échelles sont catégorisées bourg rural, selon la nouvelle grille communale de densité à sept niveaux définie par l'Insee en 2022.
Elle appartient à l'unité urbaine d'Entre-deux-Guiers, une agglomération inter-départementale regroupant trois  communes, dont elle est une commune de la banlieue,,. Par ailleurs la commune fait partie de l'aire d'attraction de Chambéry, dont elle est une commune de la couronne,. Cette aire, qui regroupe 115 communes, est catégorisée dans les aires de 200 000 à moins de 700 000 habitants,.

### Occupation des sols
L'occupation des sols de la commune, telle qu'elle ressort de la base de données européenne d’occupation biophysique des sols Corine Land Cover (CLC), est marquée par l'importance des territoires agricoles (72,3 % en 2018), en diminution par rapport à 1990 (76,4 %). La répartition détaillée en 2018 est la suivante : 
prairies (52,9 %), zones agricoles hétérogènes (19,4 %), zones urbanisées (19,3 %), forêts (8,4 %).
L'IGN met par ailleurs à disposition un outil en ligne permettant de comparer l’évolution dans le temps de l’occupation des sols de la commune (ou de territoires à des échelles différentes). Plusieurs époques sont accessibles sous forme de cartes ou photos aériennes : la carte de Cassini (XVIIIe siècle), la carte d'état-major (1820-1866) et la période actuelle (1950 à aujourd'hui).

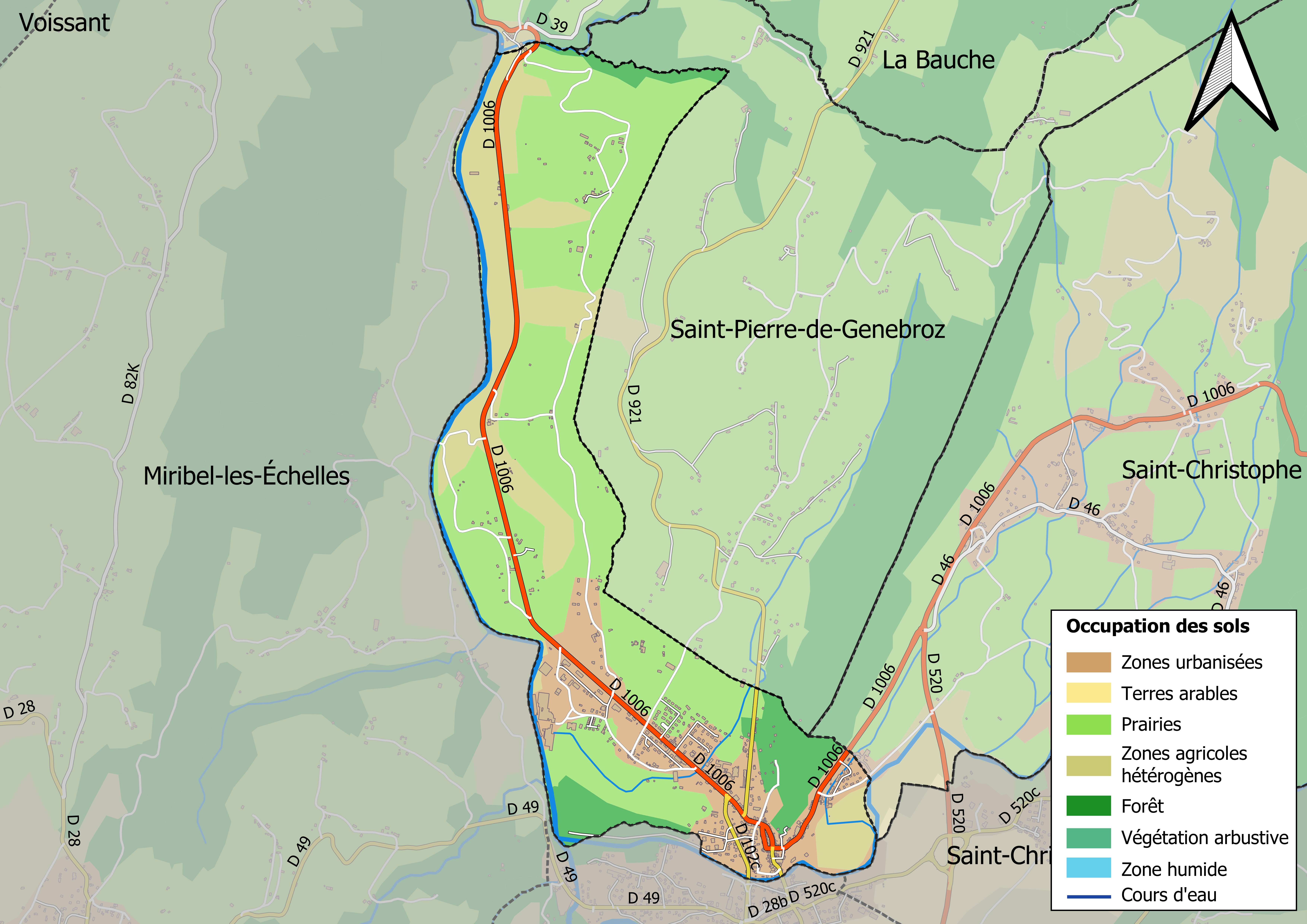
Carte des infrastructures et de l'occupation des sols en 2018 (CLC) de la commune.
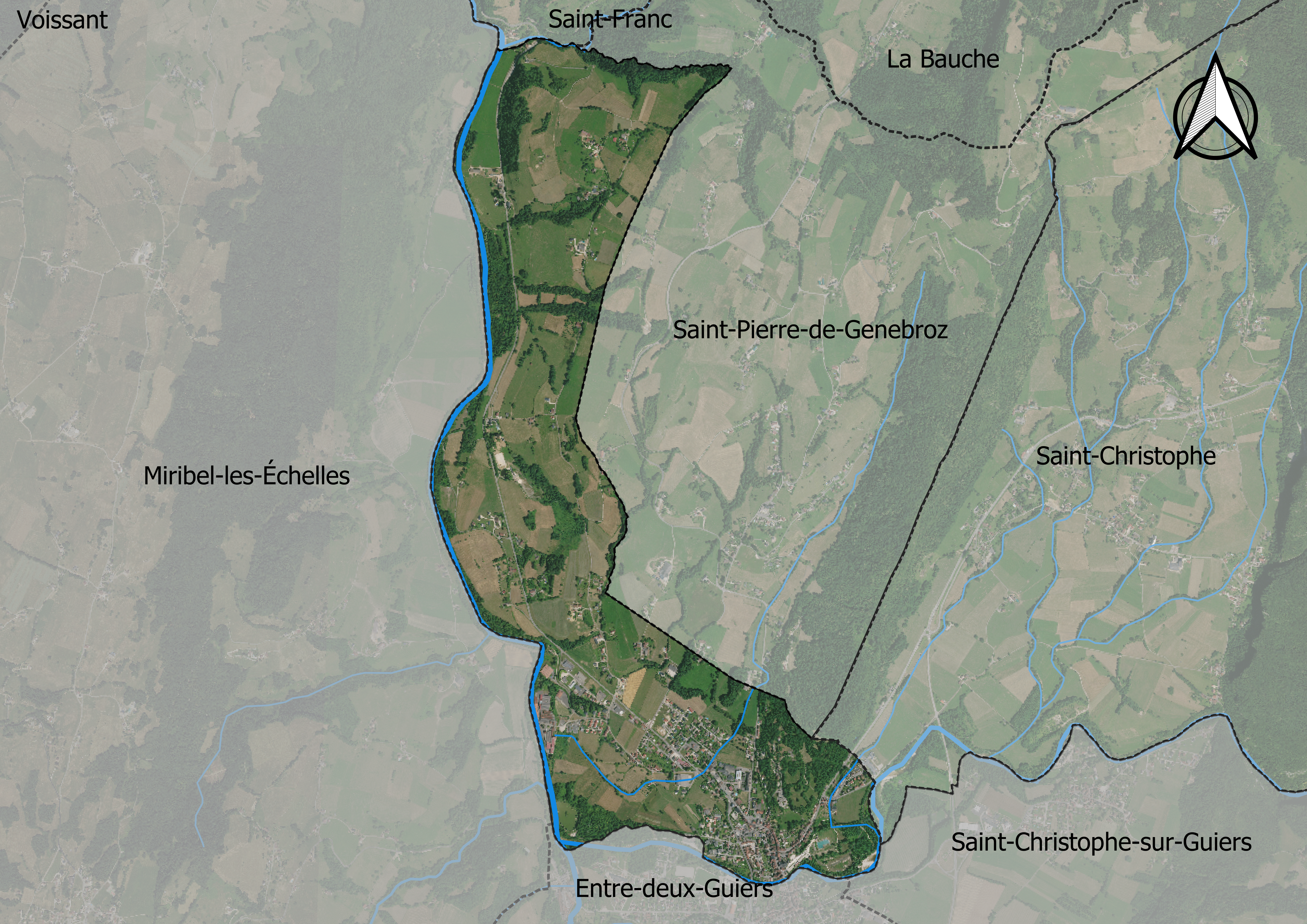
Carte orthophotogrammétrique de la commune.

### Morphologie urbaine

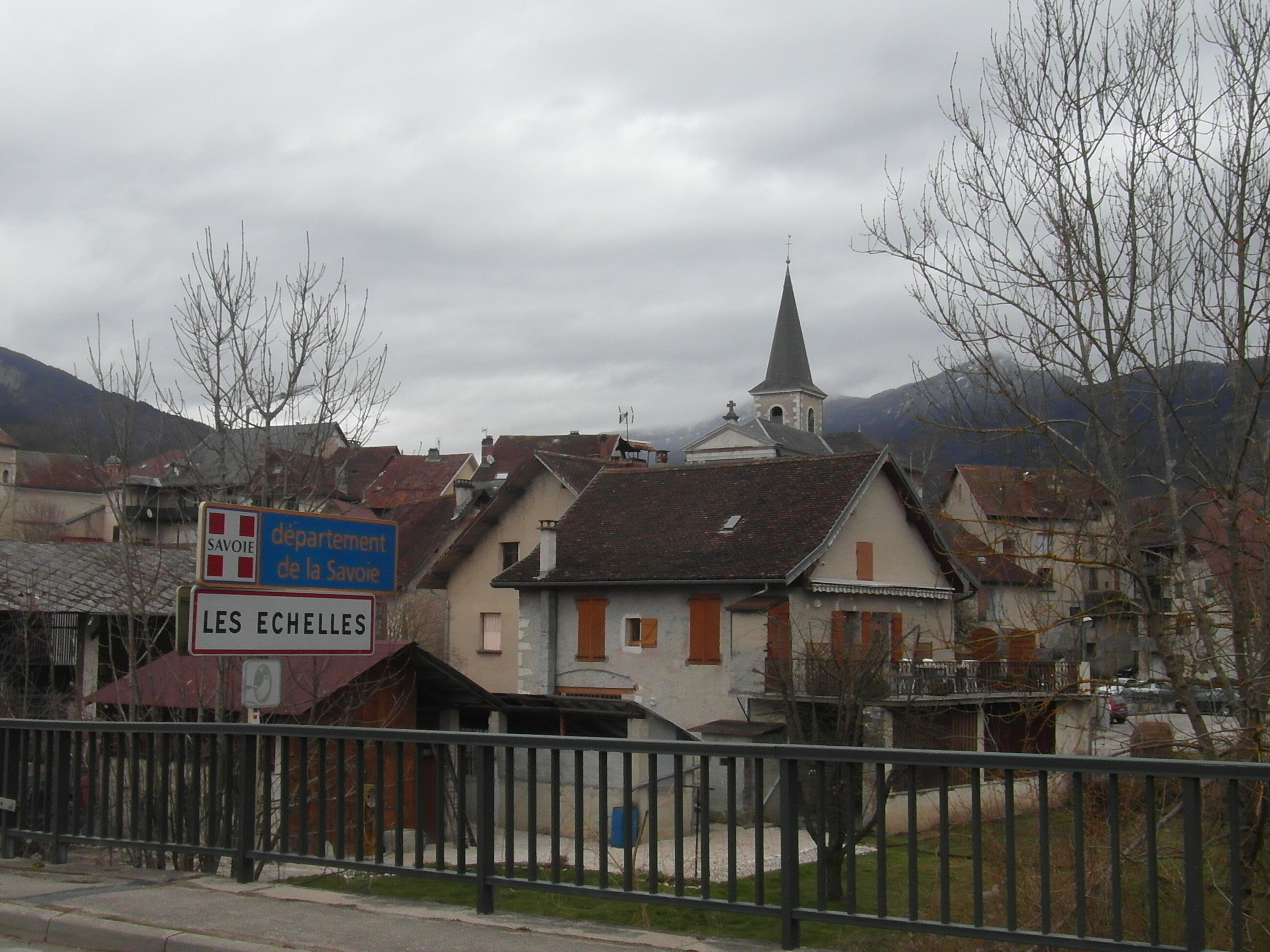
Les Échelles vues du pont de la RD102.

Le bourg central des Échelles, présente un ensemble d'habitats assez resserré entre la montagne et la rivière du Guiers vif, mais forme une seule agglomération avec sa voisine d'Entre-deux-Guiers, située de l'autre côté d'un unique et vieux pont au niveau du bourg central.
Le bourg, ainsi que ses deux principaux hameaux du Cotterg et du Maillet se présentent, par des constructions en alignement au niveau des rues et des voies, avec des maisons dites « de ville », mais comprenant également, dans l'immédiate périphérie, de nombreuses villas et quelques immeubles de construction récente regroupés en îlots et ayant pour vocation principale l’habitat privé[réf. à confirmer].
Un second pont situé entre la RD 921 et RD102c, situé en aval permet de drainer la circulation en provenance de Saint-Laurent-du-Pont et se dirigeant vers l'ouest de l'agglomération. La partie ouest de la commune étant moins densément construite et présente une zone de constructions à vocation commerciale et artisanale, associées à un habitat plus dispersé de type rural.

### Hameaux, lieux-dits et écarts
Voici, ci-dessous, la liste la plus complète possible des divers hameaux, quartiers et lieux-dits résidentiels urbains comme ruraux qui composent le territoire de la commune des Échelles, présentés selon les références toponymiques fournies par le site géoportail de l'Institut géographique national.
| - Les Tartarins - La Provenchère - Le Tartarin - Le Flachet - Le Pionchon - La Croix de la Roche | - Pont du Curé - La Vieille Poste - Les Marais - Château Savardin - Le Maillet (zone artisanale) - Le Cotterg |

Parmi les anciens lieux-dits : les Andrès ; Badier ; Bande ; le Bois ; le Crebet ; la Grotte ; le Maillet ; Pont-Saint-Martin et le Villar.

### Risques naturels

#### Risques sismiques
La totalité du territoire de la commune des Échelles est situé en zone de sismicité n°4, comme l'ensemble des communes de cette partie du département de la Savoie.
| Type de zone | Niveau            | Définitions (bâtiment à risque normal) |
| ------------ | ----------------- | -------------------------------------- |
| Zone 4       | Sismicité moyenne | accélération = 1,6 m/s2                |

## Toponymie

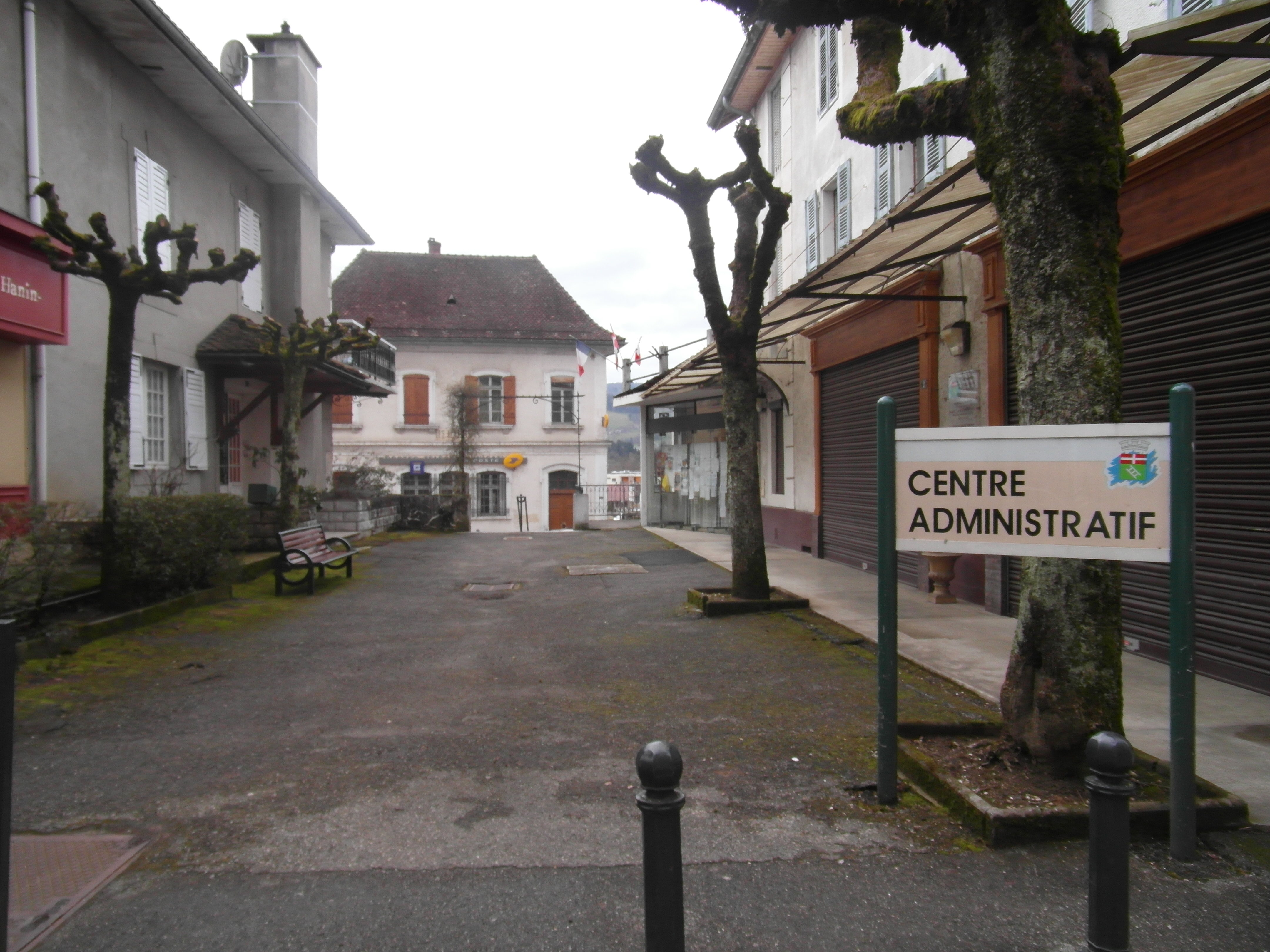
Centre-ville des Échelles.

L'origine du nom de la commune provient de la présence, non loin du bourg, du passage des échelles, une gorge étroite et escarpée qui, selon la légende n'aurait pu être franchie au Moyen Âge que par des escaliers ou des échelles.
Le chemin des muletiers qui emprunte cette voie, évolution de l'ancienne voie romaine, passe par un lieu étroit naturel dans la montagne de l'Épine - le défilé de la Grotte - mais dont la descente vers la vallée est difficile. Celle-ci se faisait par des échelles - gradins taillés dans la roche - qui donneront leur nom à la commune, le passage est nommé « Scabilio » ou « Grand Escallier ». Le nom de ce passage escarpé vient du latin scala : échelle, escalier.
Le site est désigné en 979 par Villa Scalas, en 1042 par Pagus qui antiquitur vocatur Lavastrone, modo vocator ad Scalas, puis en 1263 sous le vocable Castrum de Scalis, et enfin en 1347 par Les Eschelles,.
En francoprovençal, le nom de la commune s'écrit Lez Eshyéle, selon la graphie de Conflans.

## Histoire

### Préhistoire et Antiquité
Le village des Échelles serait édifié sur l'ancien site romain de Labisco. Toutefois, les secteurs de Novalaise ou encore de Lépin ont été évoqués pour situer ce lieu, c'est-à-dire, là où passait la voie romaine de Lugdunum (Lyon) à Mediolanum (Milan) ; cette route sera jusqu'à la construction de l'autoroute A43 le poumon économique du bourg.

#### L'énigme Hannibal

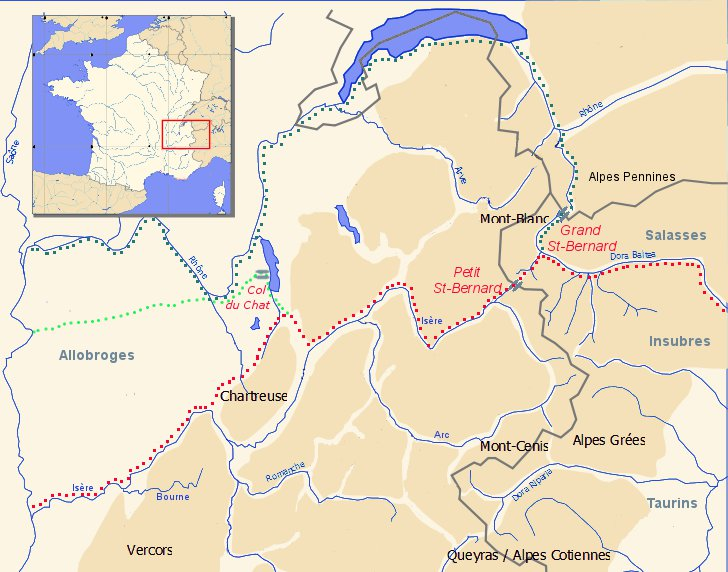
Trajet supposé d'Hannibal par la vallée du Guiers et le col du Petit-Saint-Bernard. (hypothèse Bocquet en rouge)

Parmi les nombreuses théories sur le passage des Alpes par Hannibal en 218 av. J.-C., l'écrivain et préhistorien Aimé Bocquet, ancien membre du conseil supérieur de la recherche archéologique, sera un grand défenseur du franchissement par le col du Petit-Saint-Bernard.

En étudiant les écrits de l'historien et théoricien politique de la Grèce antique Polybe, Aimé Bocquet fait passer l'armée d'Hannibal par le défilé de Vimines-Saint Cassin, et y situe le premier combat contre des Gaulois. Ce défilé, situé en amont de la commune des Échelles, entraîne donc, par voie de conséquence, le passage de l'armée carthaginoise et ses alliés par la vallée du Guiers et le territoire de la commune. Il l'explique notamment dans son livre, et dans un extrait repris sur son site : 
«  Le confluent Rhône-Isère est à 105 km des Échelles où la route quitte le Guiers. Mais à l'entrée du défilé de Vimines, début de « l'ascension des Alpes et des grands dangers », on est à 125 km du confluent ! Bien près des 800 stades annoncés par Polybe. C'est donc bien là le point de repère de l'historien qui a partagé la route entre Rhône et col en deux parties : avant les Alpes et dans les Alpes, c'est-à-dire dans les montagnes. »

### Période médiévale
Dès le haut Moyen Âge, le village se constitue en bourg fortifié, dont les remparts depuis ont disparu.
Le comte humbertien Humbert, à l'origine de la dynastie des Humbertiens, possède une église Sainte-Marie, située dans le mandement du castrum des Échelles et dans le diocèse de Grenoble, en 1042. Il en fait don au prieuré Saint-Laurent de Grenoble,. Le comte Humbert fonde un prieuré au cours de cette même année,. Selon le médiéviste Laurent Ripart, le comte y serait inhumé.
Le château est mentionné dans une bulle pontificale de 1107. Les historiens considèrent qu'il remonte très probablement au comte Humbert. Le château revêt un intérêt stratégique puisqu'il permet de contrôler non seulement les possessions humbertiennes mais aussi la route entre Lyon et Turin.
Au XIIIe siècle, le château appartient à Béatrice de Savoie, fille du comte Thomas Ier et épouse du comte de Provence. Veuve, la princesse s'y retire et y meurt vers 1266-1267,. Son corps est inhumé dans un mausolée, édifié par ses filles, et situé dans la chapelle castrale,. Le château sera détruit au XVIe siècle et ses restes seront transférés à Hautecombe.

### Les Hospitaliers
Béatrice de Savoie souhaite faire don de ses biens aux Chartreux, toutefois, ces derniers ne pouvant accueillir sa sépulture, elle se tourne vers les Hospitaliers de l'ordre de Saint-Jean de Jérusalem. La donation aux Hospitaliers se fait avec ses testaments de 1260, puis 1262. Dans le second, elle indique ainsi qu'elle 
« [accorde] à l'Hôpital de Saint-Jean-de-Jérusalem, soit au seigneur Ferrand de Barrach (Ferrandus de Barrachio), grand directeur du sain Hôpital, de çà la mer […] le château, juridiction, la mère, mixte impère, seigneurie et domaine direct des Echelles et dans le diocèse de Grenoble, avec dudit château son territoire et district, appartenances […] ». Les Hospitaliers s'installent et fondent un chapitre et un hôpital.

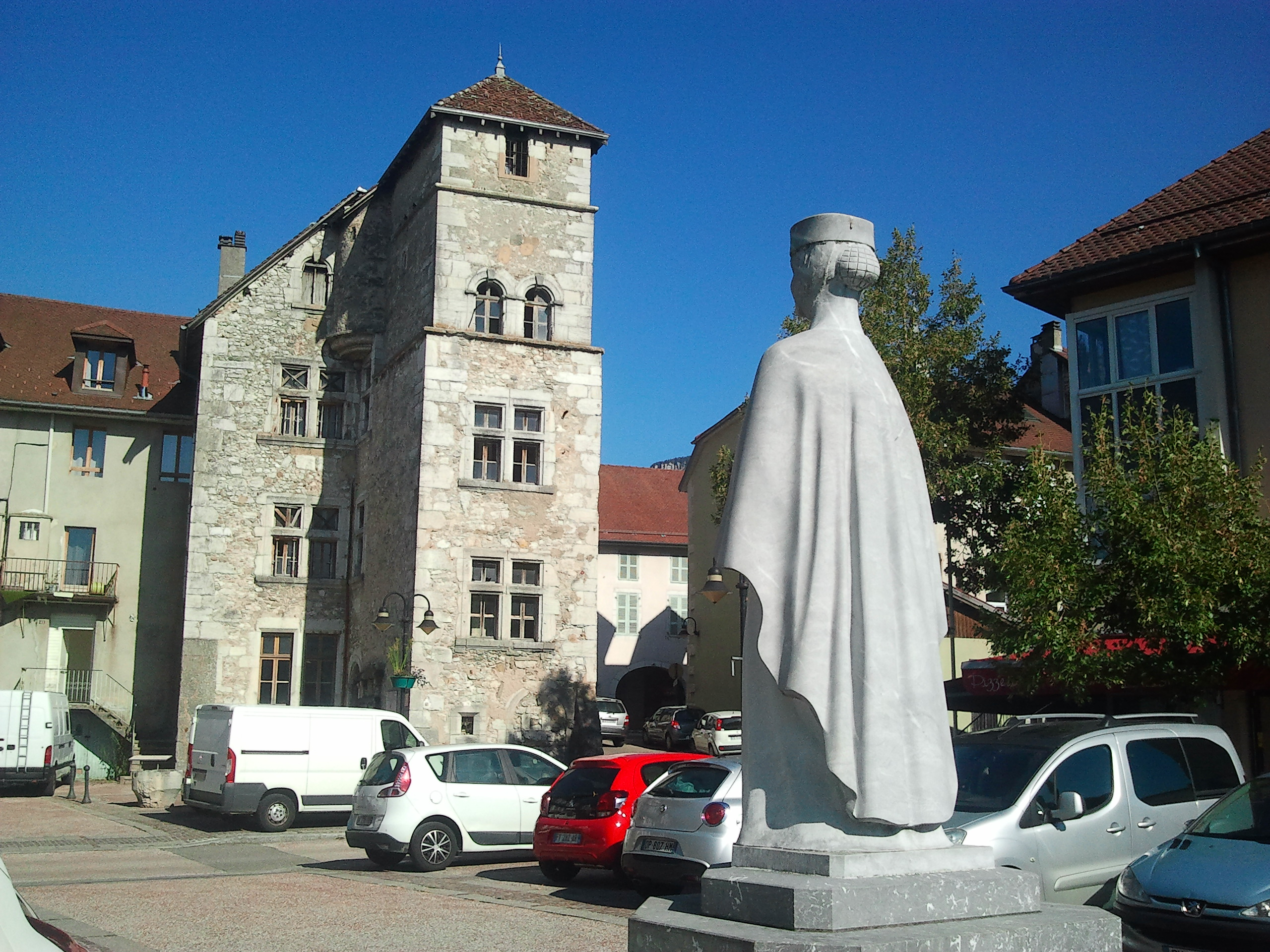
La statue de Béatrice de Savoie et l'ancienne commanderie aux Échelles

L'église relevant de Saint-Chaffre, il faut attendre une dizaine d'années pour que les Hospitaliers obtiennent, en plus de la seigneurie, la paroisse. Désormais la Commanderie possède la charge de celle-ci et l'entretien de l'église. Toutefois, des conflits d'autorités persistent dans la mesure où l'église relève « toujours pour le spirituel du décanat de Savoie et de l'évêque de Grenoble ».
Le premier commandeur mentionné est Guy le Chevelu, entre 1272 et 1280.
L'actuelle mairie occupe les locaux de l'ancienne commanderie, bâtiment datant du XIIe siècle, dont demeurent de très belles voûtes ainsi que des fenêtres à meneaux. La ville accueille également une léproserie et des casanes lombardes (banques).

### Les Temps modernes
Le château et la ville sont brûlés par François de Bonne de Lesdiguières au XVIe siècle, lors du passage des troupes en 1591, puis l'année suivante. L'ensemble est reconstruit par les commandeurs hospitaliers[réf. nécessaire].
Durant le XVIIe siècle, le site des Échelles fut un relais de poste très fréquenté, à la frontière du royaume de France et des États de la maison de Savoie.
Le village connut de nombreux incendies. Selon les chroniqueurs de l'époque, le plus important fut celui qui survint en 1710 et qui ravagea le bâtiment de la Commanderie, ainsi que l’église paroissiale.

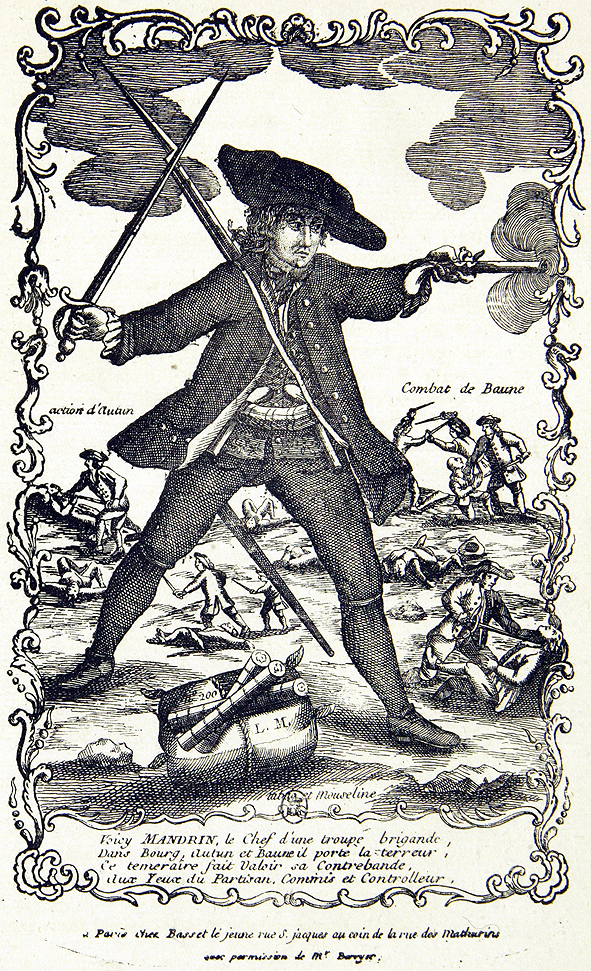
Le contrebandier Louis Mandrin

#### Mandrin et le temps de la contrebande
Durant le XVIIIe siècle, les habitants des Échelles et de son faubourg d'Entre-deux-Guiers profitent du statut trouble de la vallée des deux Guiers : contrebande, évitement du fisc, braconnage s'organisent. Période restée célèbre grâce à l'action du dauphinois Mandrin (1725-1755) qui écuma la région et y recruta certains de ses lieutenants, dont son lieutenant, Joseph Riondet, et André Loridon. Les contrebandiers furent dès lors très actifs entre les cantons suisses, la cité de Genève, les États de Savoie, alors souverains et le royaume de France.
Plusieurs centaines de personnes dont plus du tiers de ses hommes étaient originaires du secteur des Échelles et d'Entre deux Guiers sont alors sous les ordres de Louis Mandrin, groupements organisées comme de véritables régiments militaires.
Grâce à un habile stratagème conçu par la Ferme générale qui avait pour vocation de prendre en charge la recette des impôts indirects et les droits de douane et qui subissait les exactions de ses troupes, celle-ci parvint à enlever Louis Mandrin dans le village de Rochefort sur le territoire savoyard, alors état souverain. L'homme fût alors rapidement jugé, puis exécuté le 26 mai 1755 à Valence.
En 1760, le traité de Turin entre la France et la Savoie fixe la frontière sur le Guiers Vif : le bourg d'Entre-deux-Guiers devient définitivement français et il est coupé du bourg-mère des Échelles qui reste savoyarde.

### Époque contemporaine

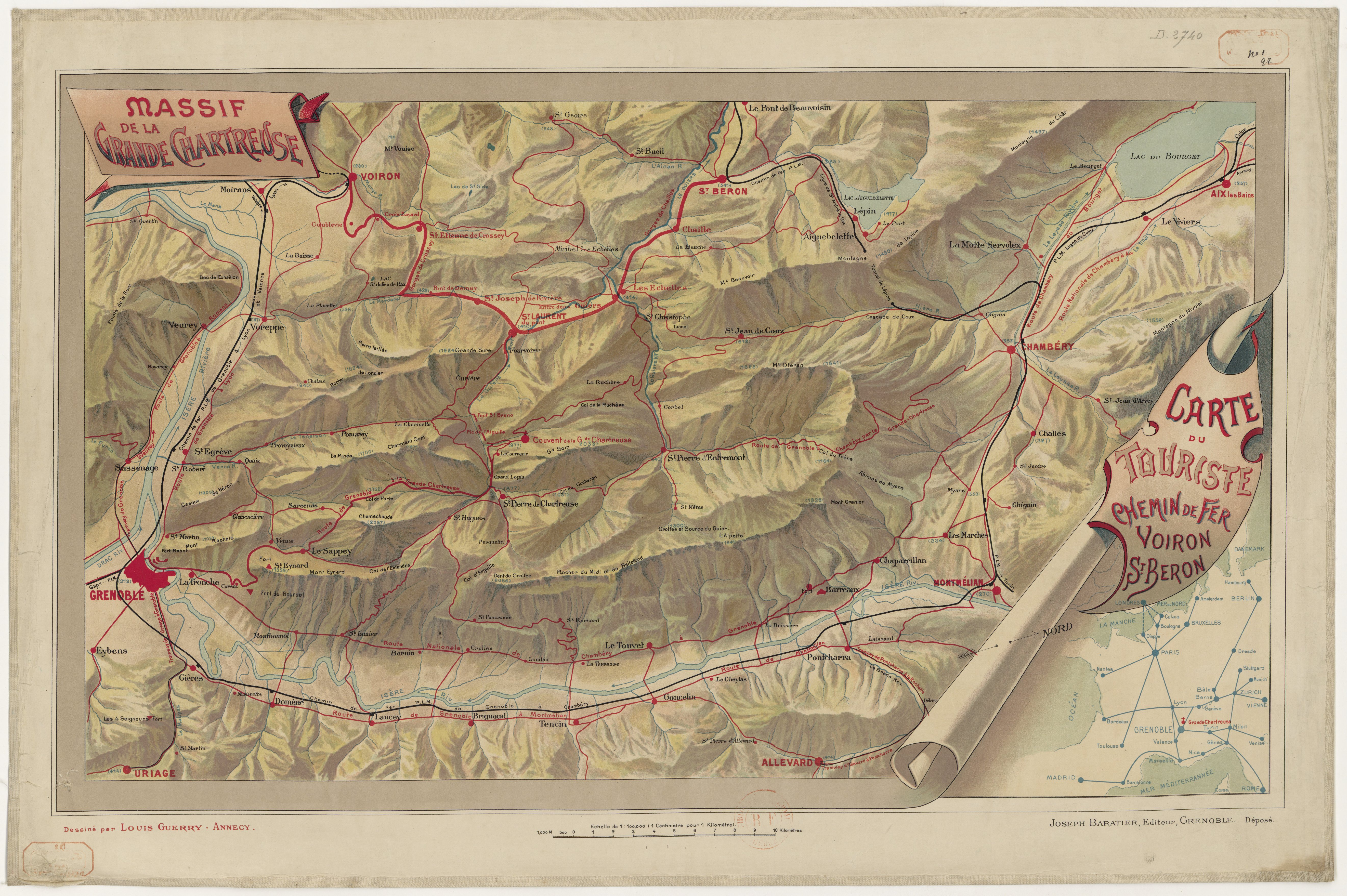
Carte de la ligne Voiron-Saint-Béron

Au cours de la période d'occupation du duché de Savoie par les troupes révolutionnaires françaises, à la suite du rattachement de 1792, la commune devient le chef-lieu d'un canton, au sein du département du Mont-Blanc.
Le tunnel des Échelles, situé sur la commune de Saint-Christophe, est percé à la demande de Napoléon Ier en 1808, mettant fin à l'utilisation du passage des Échelles de la voie sarde.
La paroisse de Saint-Christophe-la-Grotte est unie à la paroisse durant cette période.
Lors du combat des  Échelles le 31 janvier 1814, durant la retraite de Desaix, les troupes françaises de Jean Gabriel Marchand commandées par le général Barral, 1 500 hommes combattent contre les troupes autrichiennes du général Zeichmeister.
En 1895, La ligne de chemin de fer de Voiron à Saint-Béron qui mesurait 35 km, dont 25 en Isère permettait de relier Les Échelles aux communes de Voiron et de Saint-Béron et d'accéder aux correspondances des lignes de train de Lyon à Grenoble et de Lyon à Chambéry. Comme de nombreux chemins de fer secondaires, le VSB était destiné au transport des voyageurs comme à celui des marchandises.
Cette ligne fut fermée avant le début de la Seconde Guerre mondiale.

## Politique et administration

### Administration municipale
Le conseil municipal est composé de quinze membres dont un maire, quatre adjoints au maire et dix conseillers municipaux.
La commune est adhérente à la communauté de communes Cœur de Chartreuse, où elle possède trois sièges. Elle est également adhérente au syndicat intercommunal de la vallée du Guiers, ainsi qu'à d'autres structures intercommunales à vocation sociale, scolaire, foncière, écologique et touristique.

### Tendances politiques et résultats

#### Élections locales
- Élection municipale de 2014

La liste conduite par Cédric Vial (avec vous pour Les Échelles) est élue dès le premier tour avec 53,37% des voix devant la liste conduite par Guillaume Grelin (à l'écoute des Échellois) qui obtient 46,42%. Lors de ce scrutin, l'abstention s'est élevée à 25,56% des voix.

### Liste des maires
| Période                                  | Période       | Identité         | Étiquette | Qualité |
| ---------------------------------------- | ------------- | ---------------- | --------- | --- |
| Les données manquantes sont à compléter. |               |                  |           | |
| 1805                                     | 1806          | Gagnon           |           | |
| mars 1983                                | juin 1995     | Jean-Pierre Vial | RPR       | Conseiller général du Canton des Échelles (1982-2008)                                                                                          |
| juin 1995                                | mars 2008     | Jacques Verney   |           | |
| mars 2008                                | novembre 2020 | Cédric Vial      | DVD       | Conseiller régional (depuis octobre 2018) Président de la Communauté de communes Cœur de Chartreuse (2020) Sénateur de la Savoie (depuis 2020) |
| novembre 2020                            | En cours      | Myriam Cattanéo  |           | |

### Jumelages
Selon le site de l'AFCCRE qui gère le jumelage des villes françaises avec des villes européenne, la commune des Échelles n'est jumelée avec aucune autre commune européenne en 2018.

## Population et société

### Démographie
Ses habitants sont appelés les Echellois(e)s.
L'évolution du nombre d'habitants est connue à travers les recensements de la population effectués dans la commune depuis 1793. Pour les communes de moins de 10 000 habitants, une enquête de recensement portant sur toute la population est réalisée tous les cinq ans, les populations de référence des années intermédiaires étant quant à elles estimées par interpolation ou extrapolation. Pour la commune, le premier recensement exhaustif entrant dans le cadre du nouveau dispositif a été réalisé en 2008.

En 2022, la commune comptait 1 270 habitants, en évolution de +4,61 % par rapport à 2016 (Savoie : +3,63 %, France hors Mayotte : +2,11 %).
| 1793 | 1800 | 1806  | 1822  | 1838  | 1848  | 1858 | 1861 | 1866 |
| ---- | ---- | ----- | ----- | ----- | ----- | ---- | ---- | ---- |
| 920  | 861  | 1 133 | 1 246 | 1 100 | 1 026 | 829  | 813  | 798  |

| 1872 | 1876 | 1881 | 1886 | 1891 | 1896 | 1901 | 1906 | 1911 |
| ---- | ---- | ---- | ---- | ---- | ---- | ---- | ---- | ---- |
| 736  | 736  | 760  | 765  | 748  | 812  | 828  | 870  | 937  |

| 1921 | 1926  | 1931  | 1936  | 1946  | 1954  | 1962  | 1968  | 1975  |
| ---- | ----- | ----- | ----- | ----- | ----- | ----- | ----- | ----- |
| 938  | 1 046 | 1 032 | 1 118 | 1 031 | 1 093 | 1 238 | 1 244 | 1 197 |

| 1982  | 1990  | 1999  | 2006  | 2008  | 2013  | 2018  | 2022  | - |
| ----- | ----- | ----- | ----- | ----- | ----- | ----- | ----- | - |
| 1 145 | 1 246 | 1 248 | 1 234 | 1 230 | 1 186 | 1 231 | 1 270 | - |

### Enseignement
La commune des Échelles est située dans l'académie de Grenoble.
En 2017, elle administre une école élémentaire publique (maternelle et élémentaire) qui accueille 233 élèves.
La commune héberge aussi un établissement du secondaire, le collège Béatrice de Savoie. Celui-ci présente un effectif de 352 élèves, répartis en quinze classes, à la rentrée 2017.

### Équipement sanitaire et social
- La Maison de santé :

une « maison de santé » hébergeant plusieurs professionnels de santé dont notamment des médecins, des psychologues, des orthophonistes, une psychomotricienne et des infirmières a ouvert ses portes sur le territoire de la commune en 2015.
- La Maison de retraite :

la « Maison de retraite des Échelles » dénommé Résidence Béatrice est située sur le territoire de la commune de Saint-Christophe, à proximité immédiate des Échelles, est un établissement d'hébergement pour personnes âgées dépendantes (EHPAD) public présentant un effectif de 52 lits, dont une unité de personnes atteintes de la maladie d'Alzheimer de 19 lits. L'établissement est géré par le centre intercommunal d'action sociale de la communauté de communes Cœur de Chartreuse.
- L'ESAT de la Croix rouge :

un établissement et service d'aide par le travail (ESAT) est implanté dans le quartier des maillets à proximité de la zone artisanale. L’agrément de cet établissement, créé en 1992 et géré par la Croix-Rouge française, dédié au travail des personnes handicapés est de quarante personnes en 2018. Ces personnes assurent essentiellement des travaux de nettoyage et d'entretien d'espaces verts.

### Équipements culturels
La bibliothèque municipale est située au rez-de-chaussée du bâtiment de Commanderie des Templiers dans lequel se trouve également la mairie. Elle dispose d'un bibliobus fourni par le conseil départemental de la Savoie.
Dotée d'une salle de spectacle, la salle des fêtes est un équipement social et culturel pouvant accueillir jusqu'à 250 personnes. Cette salle a notamment été créée pour les soirées dansantes et les diverses festivités locales.

### Équipement sportif
La salle multisports, équipée de vestiaires et située près du collège, permet les activités suivantes : badminton, basket-ball, futsal, handball, volley-ball et des activités de sports martiaux.

### Médias

#### Presse écrite
La presse écrite locale est représentée par la presse quotidienne ou hebdomadaire régionale, notamment le Dauphiné libéré, avec son édition du Chartreuse et de Chambéry, l’Essor savoyard ou encore la Vie Nouvelle.
Il existe également une lettre d'information mensuelle, publiée par la mairie à l'intention de ses administrés et dénommée le petit échellois. Cette publication se présente sous la forme d'une double page, distribuée à 650 exemplaires (édition d'avril 2018) et permet de prendre connaissance des décisions du conseil municipal et des services intercommunaux. Il y figure également un agenda des animations locales, ainsi que des informations pratiques, toujours au niveau local.

#### Radio et télévision
La commune est couverte par des antennes locales de radios dont France Bleu Pays de Savoie ainsi que par des antennes locales de radios dont France Bleu Pays de Savoie, Radio ISA et Radio Couleur Chartreuse. La chaîne de télévision locale TV8 Mont-Blanc diffuse des émissions sur les pays de Savoie, notamment l'émission « La Place du village ». France 3 et sa station régionale France 3 Alpes, peuvent parfois relater les faits de vie de la commune.

### Culte
La commune dépend de la paroisse catholique « Bienheureux Boniface » qui recouvre dix églises du secteur des Échelles.

## Économie
Le commune fait partie de l'aire géographique de production et transformation du « Bois de Chartreuse », la première AOC de la filière Bois en France,.

### Revenus
En 2013, la moyenne des revenus annuels par foyer fiscal moyen pour la commune des Échelles s'élèvait à 19 812 € par an et par foyer, soit 1 651 € par mois, alors que la moyenne nationale s'élevait cette année là à 2 129 € par mois

### Emploi
La commune des Échelles gère un « relais emploi », service de proximité à destinations des personnes en recherche d’un emploi ou d’une formation ou d’informations. Ce service a été mis en place en partenariat avec la mission locale du bassin chambérien et le service CAP emploi.

### Activités commerciales et industrielles
La commune héberge, quartier du Maillet, le long de la route de Lyon (ancienne RN 6) en direction de la ville de Pont-de-Beauvoisin, la zone artisanale de Hauterive. Cet unique secteur commercial et industriel rassemble une quinzaine d'entreprises.

### Tourisme
En 2015, la capacité d'accueil de la station, estimée par l'organisme Savoie Mont Blanc, est de 176 lits touristiques répartis dans 33 établissements. La commune dispose ainsi d'un hôtel d'une capacité de 18 lits.
- La base de loisirs de River'Alp. Cette base naturelle ouverte exclusivement en été (et dont l'entrée est payante), est située dans un parc naturel de sept hectares, au bord du Guiers vif, dans le quartier du Cotterg. Ce parc comprend un site de baignade dit « écologique », une plaine de jeux naturels, un site de pêche et d'un service d'aquagym[73].

## Culture locale et patrimoine

### Lieux et monuments
- Le château du Menuet :

sur la colline du même nom, se situait le château du Menuet qui est un ancien château fort, du XIe siècle, disparu. Une future comtesse de Provence, Béatrice, fille du comte de Savoie Thomas Ier, y serait née vers 1198.
- L'ancienne commanderie :

l'actuelle mairie occupe les locaux de l'ancienne commanderie.
- L'église de l'Annonciation :

l'église dédiée à Notre-Dame, située entre les arcades médiévales contemporaines de la commanderie et le Guiers Vif, a été reconstruite au XIXe siècle.
- Les grottes des Échelles, l'ancien passage de la Grotte :

« C'est auprès du bourg des Échelles (sur le territoire du village voisin de Saint-Christophe), que l'on trouvait, sur la route de Chambéry au Pont-Beauvoisin, le célèbre passage de la Grotte, dont l'exécution a immortalisé Charles-Emmanuel II, duc de Savoie ». Un monument commémoratif a été érigé par la reconnaissance publique à ce prince.
La commune possédait également un prieuré fondé en 1042 par le comte Humbert,.

Quelques monuments de la commune des Échelles
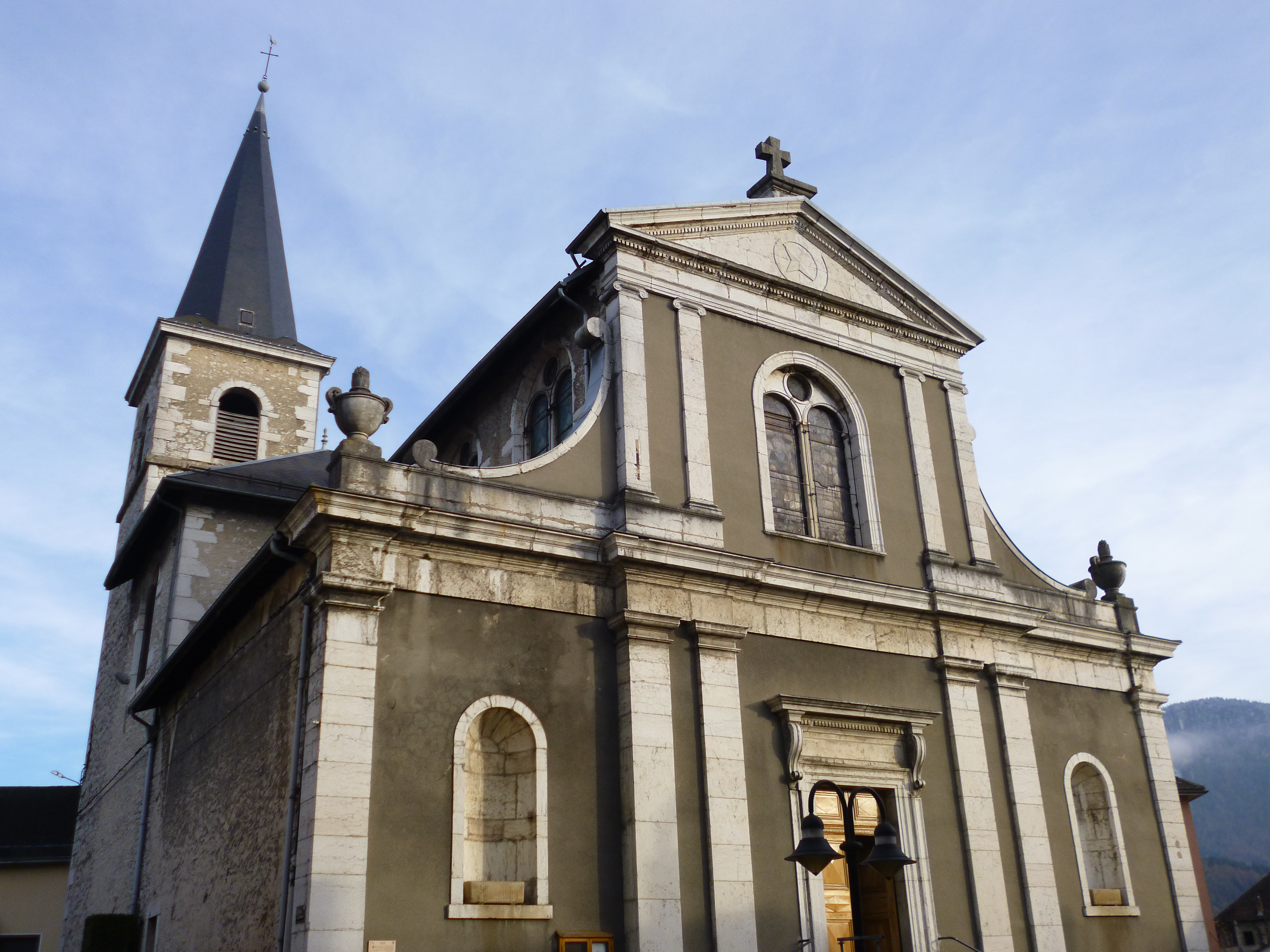
L'église des Échelles.
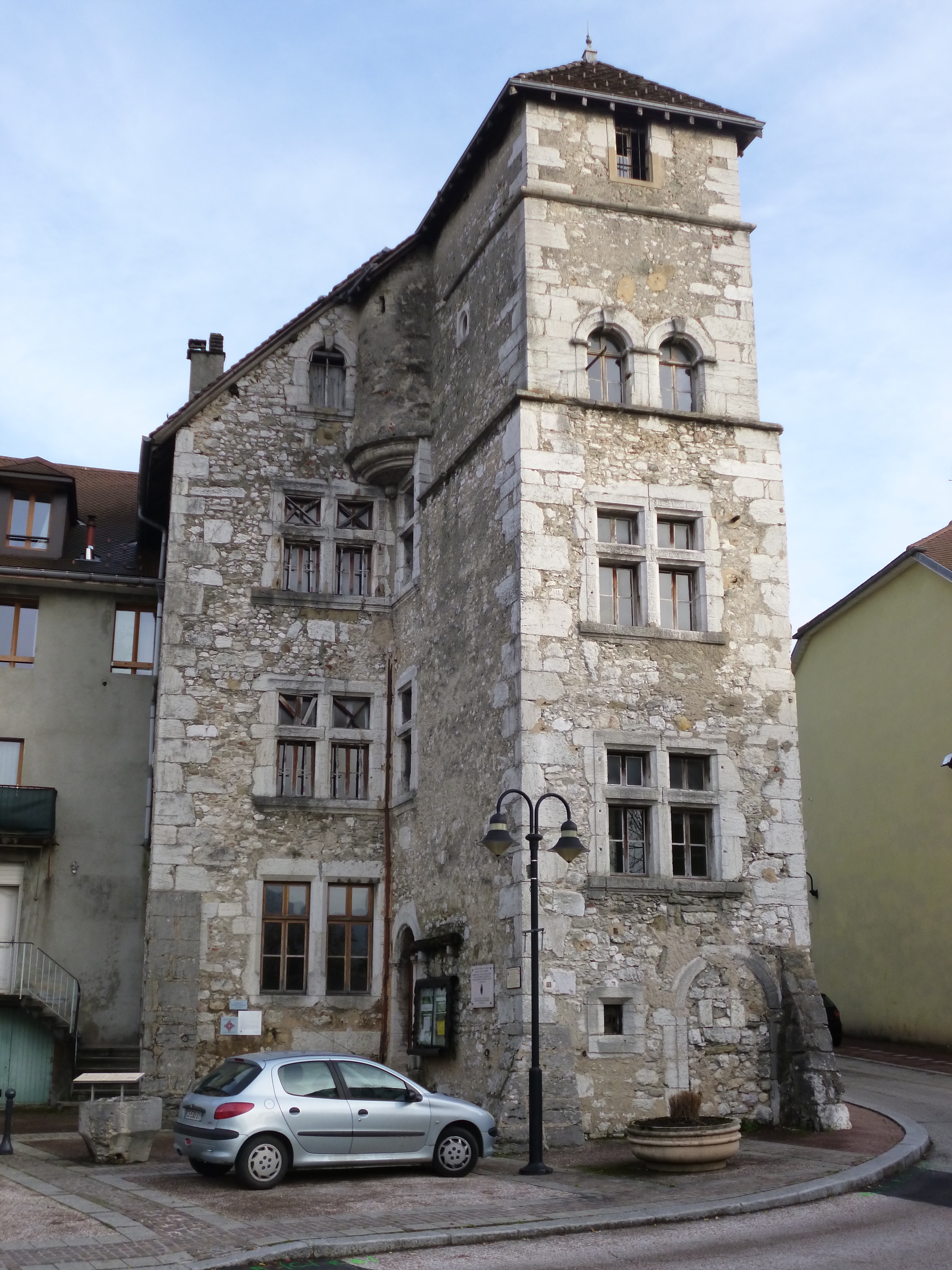
Commanderie des Échelles.
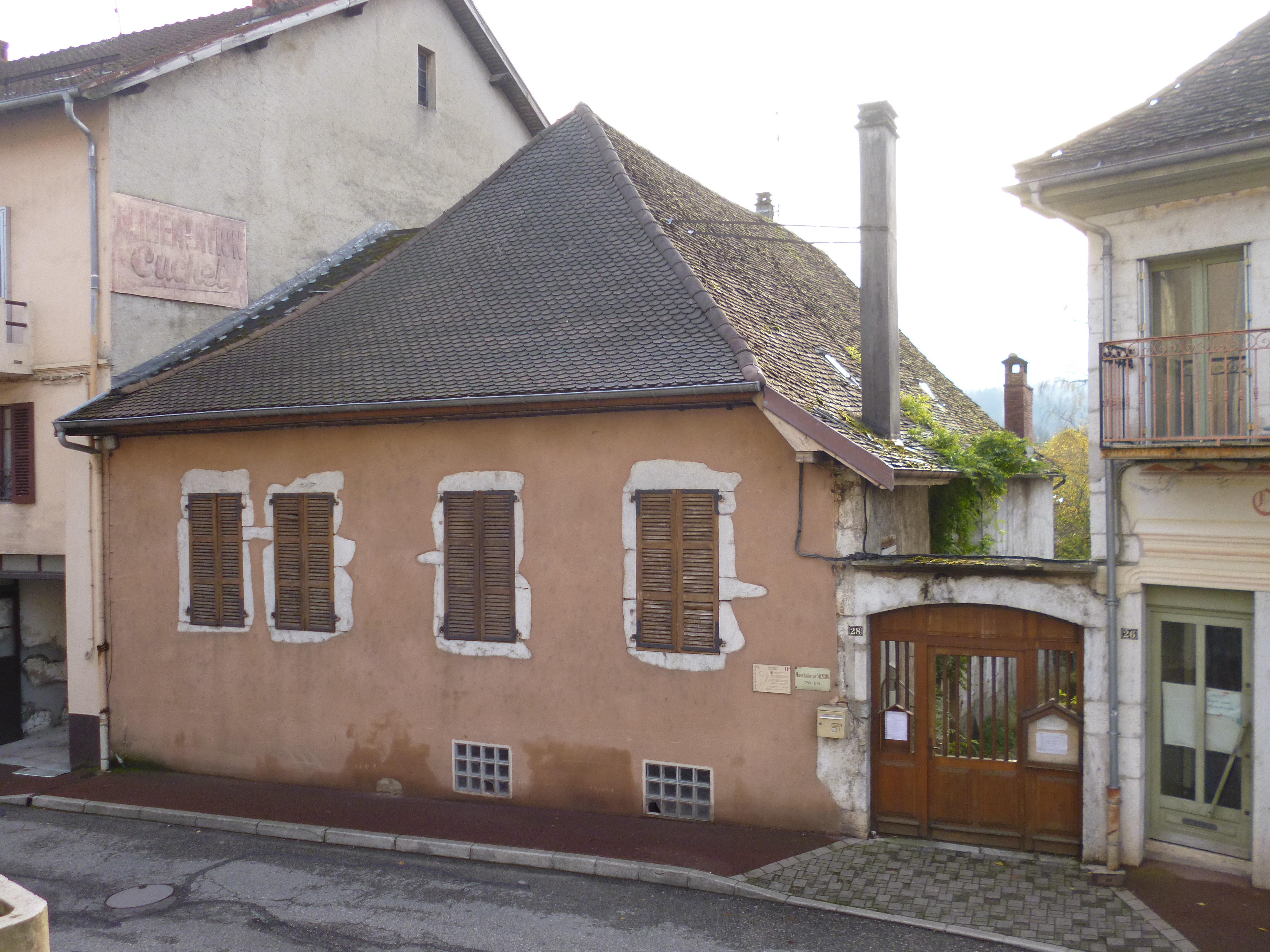
Maison de Stendhal, aux Échelles.
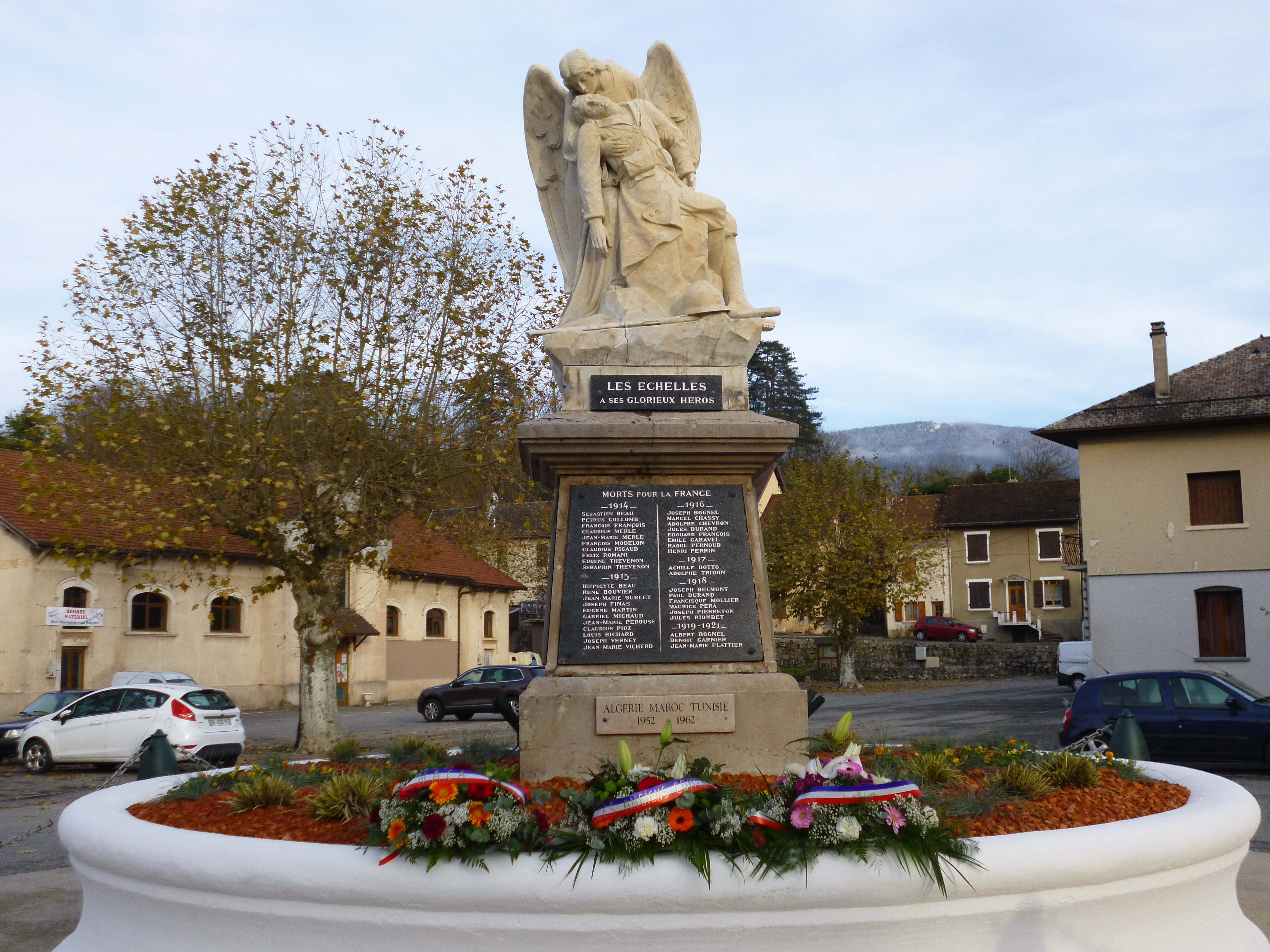
Monument aux morts des Échelles.

### Manifestations culturelles
- Festival Live in Chartreuse :

Depuis 2014, le comité des fêtes des Échelles organise le premier week-end du mois d'août, un festival musical pop-rock dénommé Live in Chartreuse. La scène de ce festival est installée sur le site de River'Alp.

### Patrimoine naturel
La commune appartient au parc naturel régional de Chartreuse.

### Personnalités liées à la commune

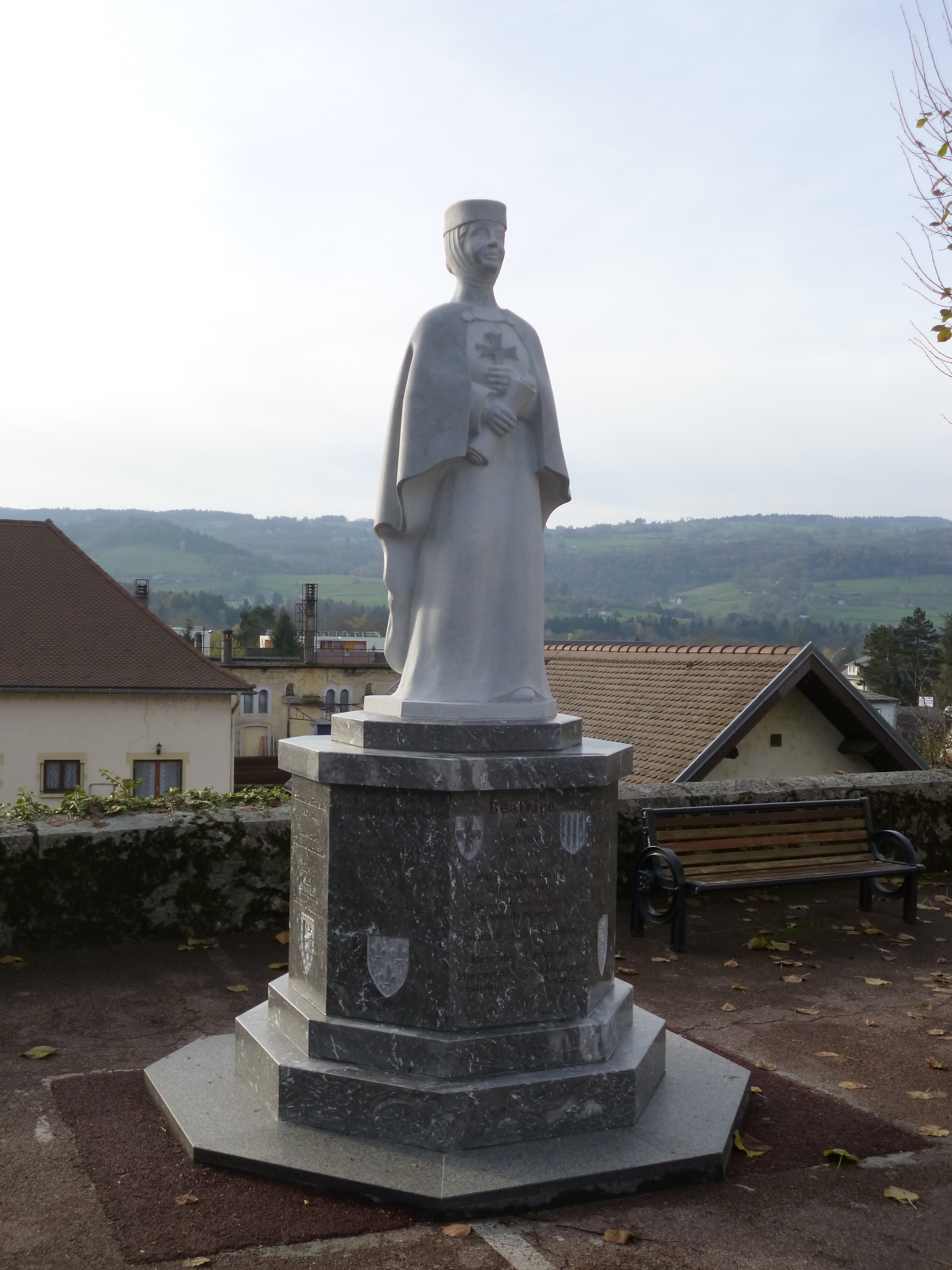
Statue de Béatrice de Savoie, inaugurée en 2016.

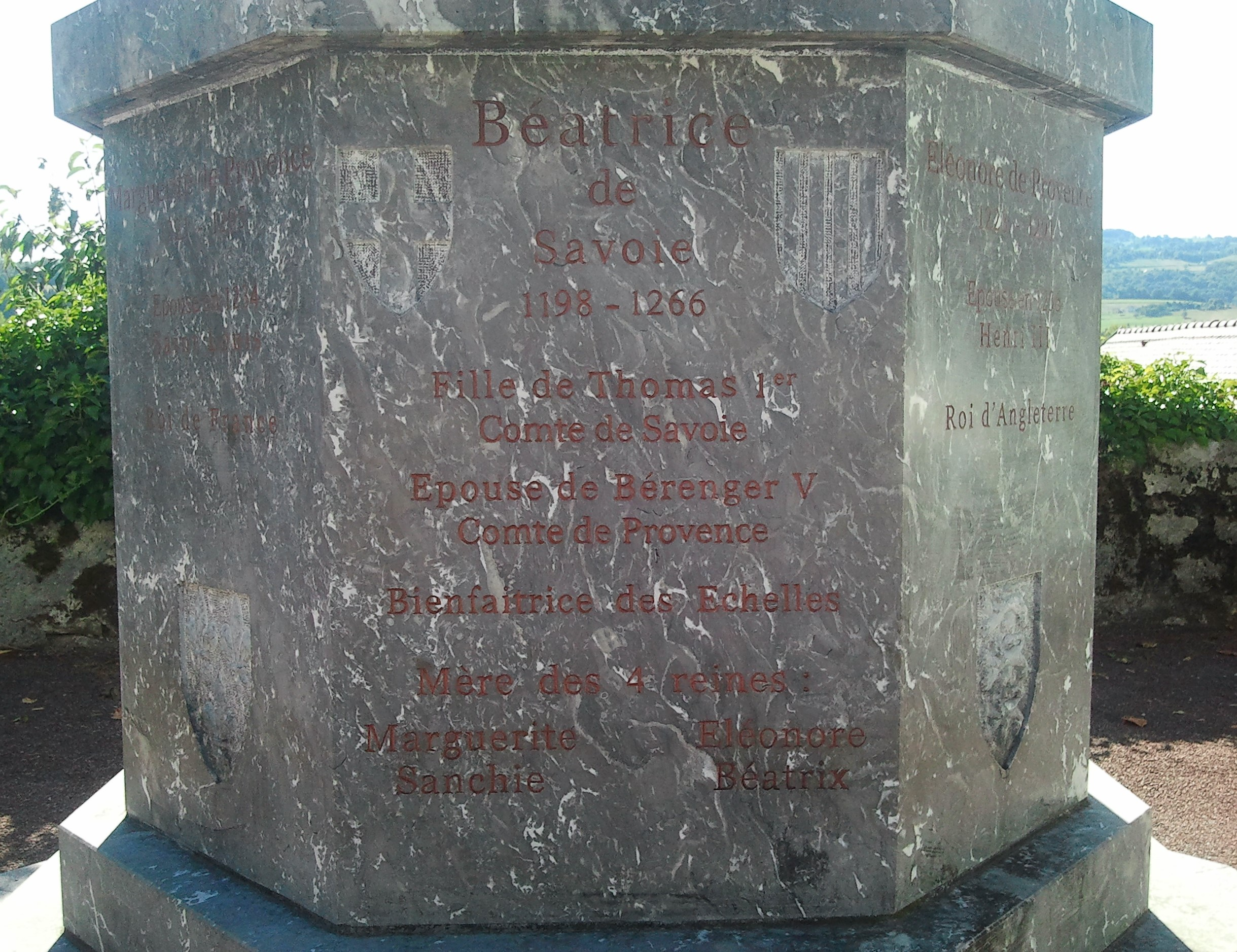
Monument Béatrice de Savoie aux Échelles

- Comte Humbert, fondateur des Humbertiens à l'origine de la maison de Savoie. Selon le médiéviste Laurent Ripart, la sépulture du comte pourrait se trouver dans le prieuré qu'il a fondé[77],[78] ;
- Béatrice de Savoie (1198-1267) : fille du comte Thomas de Savoie, épouse du comte Raymond Bérenger IV de Provence, fondatrice de la commanderie de l'Ordre de Saint-Jean de Jérusalem en 1260[79],[80]. Elle aura 4 filles, lesquelles deviendront toutes reines ;
- Louis Mandrin (1725-1755) : ce célèbre brigand est connu pour être passé par Les Échelles, dont la position frontalière entre Savoie et Dauphiné se prêtait à la contrebande[81] ;
- Stendhal possède une maison aux Echelles (aujourd'hui voisine de l'office de tourisme)[82]. Son oncle, Romain-Félix Gagnon, avocat de formation[82], devient maire de la commune en 1801 et est conseiller général du département du Mont-Blanc (1801-1813)[83]. Le notable et la commune transparaissent dans les lignes de l'œuvre autobiographique Vie de Henry Brulard (publiée en 1890)[82] ;
- Joseph Chavasse, liquoriste à l'origine de l'entreprise de spiritueux Dolin ;
- Victor Despeignes, chercheur à l'origine de la première expérience de guérison du cancer aux rayons X, fut médecin de canton aux Échelle ;
- Jean-Pierre Vial (né en 1952), maire de 1983 à 1995, sénateur UMP et Président du Conseil général de la Savoie.

### Héraldique
| Blason des Échelles | écu de sinople à l'échelle de quatre barreaux d'argent posée en bande, au chef de gueules à la croix d'argent ou au chef de la Religion. Ce blason constitue des armoiries dites parlantes puisqu'il se fonde sur un rébus. La croix peut être interprétée soit comme une croix de Savoie, soit comme un chef de commandeur de l'Ordre. |